# Михайло Павлович
Мих́айло П́авлович (нар. 28 січня (8 лютого) 1798, Санкт-Петербург — пом. 9 вересня 1849, Варшава) — великий князь російський з дому Гольштейн-Готторп-Романови, син імператора Павла І.

## Життєпис
Михайло Павлович був четвертим сином та десятою дитиною царя Павла І та його другої дружини Марії Федорівни.
Він проживав у Михайлівському палаці, збудованому в 1819—1825 роках за проектом Карла Россі.
Помер під час перебування у Варшаві, у Бельведері.

## Шлюб та діти
19 лютого 1824 року він одружився з принцесою Шарлоттою Вюртемберзькою, яка перейшла у православ'я та прийняла ім'я Олена Павлівна. У подружжя було п'ятеро доньок:
- Велика княгиня Марія Михайлівна (1825—1846)
- Велика княгиня Єлизавета Михайлівна (1826—1845)
- Велика княгиня Катерина Михайлівна (1827—1894)
- Велика княгиня Олександра Михайлівна (1831—1832)
- Велика княгиня Анна Михайлівна (1834—1836)

Позашлюбна донька:
- Надія Михайлівна Половцова (до шлюбу Іюнєва, 1843—1908).

## Нагороди
- Орден Святого Апостола Андрія Первозванного (Росія)
- Орден Святого Олександра Невського (Росія)
- Орден Святого Георгія 2-го ступеня (Росія)
- Орден Святого Володимира 1-го ступеня (Росія)
- Орден Білого Орла (Польща, 1818)[5]
- Орден Святої Анни 1 ступеня (Росія)
- Польський Почесний знак «Virtuti Militari» 1-го ступеня (Росія)
- Кавалер ордена Святого Іоанна Єрусалимського (Росія)
- Меч з діамантами за доблесть (Росія)
- Знак Пошани (Росія)
- Медаль за польську війну 1830—1831 (Росія)
- Медаль за Турецьку війну 1828—1829 (Росія)
- Орден Людовика (Гессен)
- Орден Білого Сокола (Веймар)
- Орден Вірності (Баден)
- Орден Святого Бенедикта Авізського (Бразилія)
- Орден Корони (Вюртемберг)
- Орден Серафимів (Швеція)
- Орден Чорного Орла (Пруссія)
- Орден Червоного Орла (Пруссія)
- Медаль «За 25 років служби» (Пруссія)
- Орден Нідерландського лева (Нідерланди)
- Орден Святого Духа (Франція)
- Орден Золотого Руна (Іспанія)
- Орден Святого Губерта (Баварія)
- Орден Святого Стефана (Австро-Угорщина)
- Вищий орден Святого Благовіщення, нагороджений у 1833 році Карлом Альбертом, королем Сардинії[6]